# 斯潘塞芒廷 (北卡羅萊納州)
斯潘塞芒廷（英語：Spencer Mountain）是一個位於美國北卡羅萊納州加斯頓縣的城鎮。

## 人口
根據2020年美國人口普查的數據，斯潘塞芒廷的面積為1.40平方千米，當中陸地面積為1.26平方千米，而水域面積為0.14平方千米。當地共有人口0人，而人口密度為每平方千米0人。